# Levante Unión Deportiva 2020-2021
Questa voce raccoglie le informazioni riguardanti il Levante Unión Deportiva nelle competizioni ufficiali della stagione 2020-2021.

## Maglie e sponsor
| Casa | Trasferta | Terza maglia |

Sponsor ufficiale: Betway
Fornitore tecnico: Macron

## Organico

### Rosa
Aggiornata al 3 settembre 2020.
| N. |                               | Ruolo | Calciatore        |
| -- | ----------------------------- | ----- | ----------------- |
| 1  | Spagna (bandiera)             | P     | Koke Vegas        |
| 3  | Spagna (bandiera)             | D     | Toño              |
| 4  | Spagna (bandiera)             | D     | Róber             |
| 5  | Serbia (bandiera)             | C     | Nemanja Radoja    |
| 6  | Costa Rica (bandiera)         | D     | Óscar Duarte      |
| 7  | Spagna (bandiera)             | A     | Sergio León       |
| 8  | Portogallo (bandiera)         | A     | Hernâni           |
| 9  | Spagna (bandiera)             | A     | Roger Martí       |
| 10 | Macedonia del Nord (bandiera) | C     | Enis Bardhi       |
| 11 | Spagna (bandiera)             | C     | José Luis Morales |
| 13 | Spagna (bandiera)             | P     | Aitor Fernández   |
| 14 | Portogallo (bandiera)         | D     | Rúben Vezo        |
| 15 | Spagna (bandiera)             | D     | Sergio Postigo    |

| N. |                       | Ruolo | Calciatore        |
| -- | --------------------- | ----- | ----------------- |
| 16 | Spagna (bandiera)     | C     | Rubén Rochina     |
| 17 | Montenegro (bandiera) | C     | Nikola Vukčević   |
| 19 | Spagna (bandiera)     | D     | Carlos Clerc      |
| 20 | Spagna (bandiera)     | D     | Jorge Miramón     |
| 21 | Spagna (bandiera)     | A     | Dani Gómez        |
| 22 | Spagna (bandiera)     | C     | Gonzalo Melero    |
| 23 | Spagna (bandiera)     | D     | Coke              |
| 24 | Spagna (bandiera)     | C     | José Campaña      |
| 26 | Spagna (bandiera)     | P     | Dani Cárdenas     |
| 29 | Spagna (bandiera)     | A     | Alejandro Cantero |
| 36 | Spagna (bandiera)     | C     | Pablo Martínez    |
| 40 | Spagna (bandiera)     | D     | Eliseo Falcón     |